# Herbert Birett
Herbert Walter Birett (21. August 1934 in Berlin – 24. Januar 2015 in München) war ein deutscher Geophysiker und Sachbuchautor zum Thema Stummfilmgeschichte.
Birett war an der Universität der Bundeswehr München beschäftigt. In seiner Freizeit und nach seiner Pensionierung erstellte er in individueller Fleissarbeit verschiedene Datensammlungen auf den seinerzeit sich rasant entwickelnden, aber sich auch ständig ändernden Rechnerplattformen. Die Sammlungen stehen technisch nur rudimentär zur Verfügung. 

## Publikationen
- Stummfilm-Musik. Materialsammlung. Deutsche Kinemathek, Berlin 1970.
- als Herausgeber: Verzeichnis in Deutschland gelaufener Filme. Entscheidungen der Filmzensur 1911–1920. Berlin, Hamburg, München, Stuttgart. Saur, München u. a. 1980, ISBN 3-598-10067-1.
- Gedanken zur christlichen Ehe. Selbstverlag, München 1983.
- Lichtspiele. Der Kino in Deutschland bis 1914. Q-Verlag, München 1994.
- Das Filmangebot in Deutschland 1895–1911. Filmbuchverlag Winterberg, München 1991, ISBN 3-921612-10-1.
- Was macht eine Ehe „christlich“? Versuch einer Ortsbestimmung aus der Ehepraxis. ATE, Münster 2003, ISBN 3-89781-043-3.
- Einunddreissig kleine Geschichten. ATE, Berlin u. a. 2008, ISBN 978-3-89781-133-1.